# Закон действующих масс

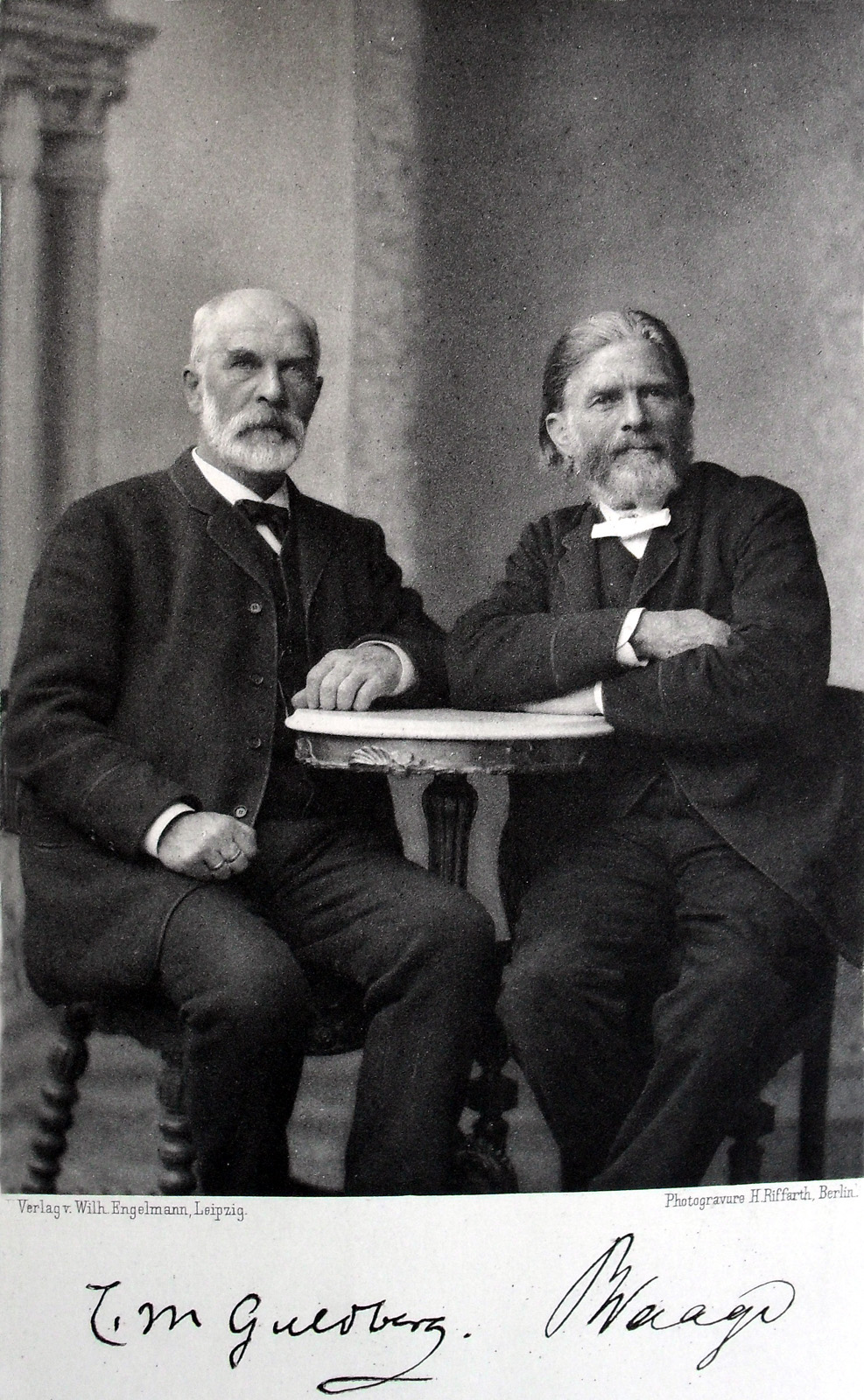
Петер Вааге (справа) вместе с Като Гульдбергом

Зако́н де́йствующих масс устанавливает соотношение между массами реагирующих веществ в химических реакциях при равновесии, а также зависимость скорости химической реакции от концентрации исходных веществ. Закон действующих масс открыли в 1864—1867 годах норвежские ученые Като Гульдберг и Петер Вааге.
Закон действующих масс справедлив только для газов и жидких веществ (гомогенных систем) и не выполняется для реакций с участием твёрдых веществ (гетерогенных систем).

## Закон действующих масс в химической кинетике
Закон действующих масс в кинетической форме (основное уравнение кинетики) гласит, что скорость элементарной химической реакции пропорциональна произведению концентраций реагентов в степенях, равных стехиометрическим коэффициентам в уравнении реакции. Это положение сформулировано в 1864—1867 годах норвежскими учёными К. Гульдбергом и П. Вааге. Для элементарной химической реакции:
{\displaystyle \nu _{1}\mathrm {A} _{1}+\nu _{2}\mathrm {A} _{2}+\nu _{3}\mathrm {A} _{3}\rightarrow \mathrm {B} }
закон действующих масс может быть записан в виде кинетического уравнения вида:
{\displaystyle v=kC_{A_{1}}^{\nu _{1}}C_{A_{2}}^{\nu _{2}}C_{A_{3}}^{\nu _{3}}}
где {\displaystyle v} — скорость химической реакции, {\displaystyle k} — константа скорости реакции.
Для сложных реакций в общем виде это соотношение не выполняется. Тем не менее, многие сложные реакции условно можно рассматривать как ряд последовательных элементарных стадий с неустойчивыми промежуточными продуктами, формально эквивалентный переходу из начального состояния в конечное в «один шаг». Такие реакции называют формально простыми. Для формально простых реакций кинетическое уравнение может быть получено в виде:
{\displaystyle v=kC_{A_{1}}^{n_{1}}C_{A_{2}}^{n_{2}}C_{A_{3}}^{n_{3}}}
(для трех исходных веществ, аналогично приведённому выше уравнению). Здесь {\displaystyle n_{1}}, {\displaystyle n_{2}}, {\displaystyle n_{3}} — порядок реакции по веществам {\displaystyle A_{1}}, {\displaystyle A_{2}}, {\displaystyle A_{3}} соответственно, а сумма {\displaystyle n=n_{1}+n_{2}+n_{3}} — общий (или суммарный) порядок реакции. {\displaystyle n_{1}}, {\displaystyle n_{2}}, {\displaystyle n_{3}} могут быть не равны стехиометрическим коэффициентам и не обязательно целочисленные. {\displaystyle n} при определённых условиях может быть равно и нулю.

## Закон действующих масс в химической термодинамике
В химической термодинамике закон действующих масс связывает между собой равновесные активности исходных веществ и продуктов реакции, согласно соотношению:
{\displaystyle K_{a}=\prod _{i=1}^{n}a_{i}^{{\nu }_{i}}}
где
{\displaystyle a_{i}} — активность веществ. Вместо активности могут быть использованы концентрация (для реакции в идеальном растворе), парциальные давления (реакция в смеси идеальных газов), фугитивность (реакция в смеси реальных газов);
{\displaystyle {\nu }_{i}} — стехиометрический коэффициент (для исходных веществ принимается отрицательным, для продуктов — положительным);
{\displaystyle K_{a}} — константа химического равновесия. Индекс «a» здесь означает использование величины активности в формуле.
На практике в расчётах, не требующих особой точности, значения активности обычно заменяются на соответствующие значения концентраций (для реакций в растворах) либо парциальных давлений (для реакций между газами). Константу равновесия при этом обозначают {\displaystyle K_{c}} или {\displaystyle K_{p}} соответственно.
Впервые закон действующих масс был выведен из кинетических представлений Гульдбергом и Вааге, а термодинамический вывод его дан Вант-Гоффом в 1885 году.
Пример: для стандартной реакции
{\displaystyle \mathrm {a\,A+b\,B\ \rightleftharpoons \ c\,C+d\,D} }
константа химического равновесия определяется по формуле
{\displaystyle K_{c}={c^{\mathrm {c} }(\mathrm {C} )\cdot c^{\mathrm {d} }(\mathrm {D} ) \over c^{\mathrm {a} }(\mathrm {A} )\cdot c^{\mathrm {b} }(\mathrm {B} )}}